# Giovanni Airoldi
Giovanni Airoldi (* 15. Januar 1823 anderes Datum 16. Januar 1823, anderes Datum 23. Januar 1823 in Lugano; † 3. August 1894 ebenda) war ein Schweizer Jurist und Politiker (Liberale); sein Pseudonym war A. Gauno.

## Leben

### Herkunft und Werdegang
Giovanni Airoldi entstammte einem alten Patriziergeschlecht und war der Sohn des Grundbesitzers Antonio Airoldi.
Er blieb zeit seines Lebens unverheiratet.
Nach dem Besuch der Schulen in Lugano ging er nach Mailand und belegte am Liceo Sant'Alessandro Kurse in Philosophie und Mathematik, um an einer Universität zugelassen zu werden.
Er immatrikulierte sich 1840 an der Universität Padua und im darauffolgenden Jahr an der Universität Pisa zu einem Studium der Rechtswissenschaften und promovierte zum Dr. jur.
Um Deutsch zu lernen, ging er im Oktober 1846 nach Zürich und besuchte einige Kurse an der dortigen Universität; von dort ging er an die Universität Berlin und besuchte einige Vorlesungen bei Friedrich von Raumer und bei Friedrich Julius Stahl.
Ab 1847 war er als Rechtsanwalt und Notar im Tessin tätig.

### Politisches Wirken
Giovanni Airoldi wurde mehrfach in den Gemeinderat von Lugano gewählt.
Er vertrat von 1850 bis 1855 und von 1867 bis 1893 die Liberalradikalen im Grossen Rat des Kantons Tessins und war vom 5. Juli 1852 bis 1. Februar 1853 sowie vom 5. Juli 1869 bis 1. Januar 1874 im Ständerat.
Er vertrat in den 1850er Jahren demokratische, dem Sozialismus nahe stehende Positionen und machte sich für das allgemeine Wahlrecht stark. In der von ihm begründeten Zeitung L'Elettore ticinese, die von 1852 bis 1854 erschien, setzte er sich für die Emanzipation des Volkes durch Bildung ein.
1851 zählte er zu den Gründern der Società democratica popolare ticinese, einer Gruppierung, die im Tessin sich formierende Arbeiterbünde vereinte. 1853 führten allerdings unüberbrückbare Meinungsverschiedenheiten zwischen dem liberalen und dem sozialistenfreundlichen Flügel zur Auflösung der Vereinigung.
Er war 1854 einer der Hauptbefürworter des Zusammenschlusses des demokratischen Flügels der liberalradikalen Partei mit den Konservativen, der in den später vom Bund annullierten Nationalratswahlen vom 29. Oktober 1854 zum Sieg der Opposition führte.
Am 17. Juli 1873 wurde er Mitglied der Revisionskommission des Ständerats, die sich mit der Revision der Schweizer Bundesverfassung befasste.
Giovanni Airoldi war ein Gegner der Irredentisten und sagte über diese: Es gibt Neunmalkluge, für die sich alles auf die Wiederherstellung der Nationalität beschränkt. Die Unermesslichkeit aller Dinge und Gründe vereinfachen sie bis zur Einfalt, die ihnen denn auch nur noch einen geringen Sinn zu verstehen erlaubt.

### Schriftstellerisches Wirken
Giovanni Airoldi betätigte sich nicht nur als politischer Redner, sondern publizierte auch als Journalist und Schriftsteller.
Von 1851 bis 1853 war er Redakteur der Zeitung Operaio, ein Presseorgan der äussersten Linken, die in Bellinzona gegründet worden war.
Trotz seiner Erblindung, aufgrund einer Augenerkrankung, veröffentlichte er Novellen, Gedichte und mehrere Tragödien, Komödien, Lyrik und Satiren sowohl in Prosa als auch in Versen; ein Grossteil seines dichterischen Werks wurde von 1887 bis 1891 in seiner unregelmässig im Tessin und in der Lombardei erschienenen Zeitung Il Pancacciere veröffentlicht.
Seine Theaterinszenierungen in Prosa und Versen erschienen in verschiedenen Tessiner und Mailänder Zeitungen und Zeitschriften; seine Dramen wurden auch in Mailand aufgeführt.

## Trivia
Aus den 1870er Jahren gab es, wegen der hohen Anzahl von Obristen unter den Politikern des Bundeshauses, die Anekdote, dass sich der blinde Giovanni Airoldi, wenn er an einen Gegenstand stiess, sich mit den Worten Pardon, mon Colonel entschuldigte.

## Mitgliedschaften
Giovanni Airoldi war seit 1865 Mitglied der Società degli amici dell'educazione del popolo ed'utilità pubblica.

## Schriften (Auswahl)
- Il prete. Lugano, 1852 (Digitalisat).
- Il Signor Repubblica. Mailand, 1881 (Digitalisat).